# Pokrvenik (Tutin)
Pour les articles homonymes, voir Pokrvenik.
Pokrvenik (en serbe cyrillique : Покрвеник) est un village de Serbie situé dans la municipalité de Tutin, district de Raška. Au recensement de 2011, il comptait 274 habitants.

## Démographie

### Évolution historique de la population
| 1948 | 1953 | 1961 | 1971 | 1981 | 1991 | 2002 | 2011 |
| ---- | ---- | ---- | ---- | ---- | ---- | ---- | ---- |
| 338  | 369  | 394  | 227  | 248  | 351  | 276  | 274  |

|  |